# Кінгмен (Канзас)
Кінгмен (англ. Kingman) — місто (англ. city) в США, в окрузі Кінгмен штату Канзас. Населення — 3105 осіб (2020).

## Географія
Кінгмен розташований за координатами 37°38′52″ пн. ш. 98°6′58″ зх. д. / 37.64778° пн. ш. 98.11611° зх. д. (37.647712, -98.115993).  За даними Бюро перепису населення США в 2010 році місто мало площу 9,15 км², з яких 9,11 км² — суходіл та 0,03 км² — водойми.

## Демографія
Згідно з переписом 2010 року, у місті мешкало 3177 осіб у 1346 домогосподарствах у складі 810 родин. Густота населення становила 347 осіб/км².  Було 1546 помешкань (169/км²).
Расовий склад населення:
| - 96,7 % — білих - 0,7 % — корінних американців - 0,4 % — азіатів - 0,1 % — чорних або афроамериканців |

До двох чи більше рас належало 1,2 %. Частка іспаномовних становила 2,7 % від усіх жителів.
За віковим діапазоном населення розподілялося таким чином: 24,9 % — особи молодші 18 років, 52,9 % — особи у віці 18—64 років, 22,2 % — особи у віці 65 років та старші. Медіана віку мешканця становила 40,7 року. На 100 осіб жіночої статі у місті припадало 91,3 чоловіків;  на 100 жінок у віці від 18 років та старших — 87,2 чоловіків також старших 18 років.
Середній дохід на одне домашнє господарство  становив 52 715 доларів США (медіана — 43 871), а середній дохід на одну сім'ю — 59 987 доларів (медіана — 51 128). Медіана доходів становила 40 135 доларів для чоловіків та 30 484 долари для жінок. За межею бідності перебувало 17,4 % осіб, у тому числі 29,2 % дітей у віці до 18 років та 14,8 % осіб у віці 65 років та старших.
Цивільне працевлаштоване населення становило 1219 осіб. Основні галузі зайнятості: освіта, охорона здоров'я та соціальна допомога — 28,1 %, будівництво — 14,7 %, виробництво — 13,8 %.